# Molitva za Ukrajinu
Molitva za Ukrajinu (ukr.: "Молитва за Україну", "Molytva za Ukrainu") je duhovna himna Republike Ukrajine. Postoji nekoliko verzija tekstova koje je napisao Oleksandr Konysky, iako se glavna ideja i rima ne mijenja. Mykola Lisenko, veliki ukrajinski skladatelj, je uglazbio ovu pjesmu.

## Tekst
| Ukrajinski | Transliteracija | Prijevod |
| --- | --- | --- |
| Боже великий, єдиний, Нам Україну храни, Волі і світу промінням Ти її осіни. Світлом науки і знання Нас, дітей, просвіти, В чистій любові до краю, Ти нас, Боже, зрости. Молимось, Боже єдиний, Нам Україну храни, Всі свої ласки й щедроти Ти на люд наш зверни. Дай йому волю, дай йому долю, Дай доброго світу, щастя, Дай, Боже, народу І многая, многая літа. | Bože velikij, jedinij, Nam Ukrajinu hrani, Voli i svitu prominnjam, Ti jiji osini. Svitlom nauki i znannja Nas, ditej, prosviti, V čistij ljubovi do kraju, Ti nas, Bože, zrosti. Molimos', Bože jedinij, Nam Ukrajinu hrani, Vsi svoji laski j ščedroti, Ti na ljud naš zverni. Daj jomu volju, daj jomu dolju, Daj dobroho svitu, ščastja, Daj, Bože, narodu I mnohaja, mnohaja lita. | Bože veliki, jedini, Ukrajinu hrani (Čuvaj nam našu Ukrajinu), Obasjaj slobodom i svjetlošću, Njezine obzore. Svjetlom nauka i znanja Nas, djecu, prosvijetli, U čistoj ljubavi prema domovini, Ti nas, Bože, odgoji. Molimo Te, Bože jedini, Ukrajinu hrani (Čuvaj nam našu Ukrajinu), Sve svoje blagoslove i milosrđe, Ti na naš narod usmjeri. Daj mu slobodu, daj mu budućnost, Daj dobrostivoga svijeta, sreću, Daj, Bože, narodu I mnoga, mnoga ljeta. |

## Vanjske poveznice
- Tekst pjesme (ukr.)